# Nísos Psérimos
Nísos Psérimos är en ö i Grekland.   Den ligger i prefekturen Nomós Dodekanísou och regionen Sydegeiska öarna, i den sydöstra delen av landet, 300 km öster om huvudstaden Aten. Arean är 14,6 kvadratkilometer.
Terrängen på Nísos Psérimos är lite kuperad. Öns högsta punkt är 255 meter över havet. Den sträcker sig 4,5 kilometer i nord-sydlig riktning, och 6,4 kilometer i öst-västlig riktning.